# Carlo Tagliavini
Carlo Tagliavini (n. 18 iunie 1903, Bologna, Italia – d. 31 mai 1982, Bologna, Italia) a fost un lingvist și romanist italian.

## Biografia
Profesor universitar, Carlo Tagliavini a predat, succesiv, la universitățile din Bologna, Nimega, Budapesta, iar din 1935 la Universitatea din Padova, pe care a condus-o din 1947 până în 1952.
Membru al mai multor academii culturale, director din 1927 până în 1933 al revistei Studi Rumeni și colaborator la diferite reviste, cu articole de popularizare a problemelor lingvistice, a primit Medalia de Aur, de merit pentru școală, cultură și artă, în 1963.
În anul 1930 a editat un dicționar latin-român-maghiar, care data de prin anul 1700, cunoscut sub numele de Lexiconul marsilian.

## Carlo Tagliavini desprelimba moldovenească
„Considerând că orice națiune suverană și independentă are dreptul să-și aleagă idiomul național pe care îl consideră potrivit, credem că s-ar fi putut foarte bine să se aleagă drept idiom național și ca limbă literară graiul de tip «moldovenesc» de pe teritoriul R. S. S. Moldovenești  sau capitala Chișinău. În așa fel s-ar fi procedat ca în Marele Ducat de Luxemburg, mult mai mic ca teritoriu, care, alături de franceză și germană a introdus ca limbă oficială și Lëtzebuergesch, adică o varietate a dialectului francon din Moselle (Moselfränkisch), dar nimănui nu i-a dat prin cap, în Luxemburg sau în alte părți, să spună că este vorba de o nouă limbă germanică diferită în grupul dialectelor germane.”
O lucrare cvasi-obligatorie în orice bibliografie a contribuțiilor în domeniul romanisticii din secolul al XX-lea este cartea profesorului Carlo Tagliavini, Origini delle lingue neolatine (Originea limbilor neolatine), tradusă în românește în 1977 la Editura Stiințifică și Enciclopedică. Traducerea - în acel moment istoric - și publicarea scrierii au constituit un act de curaj și de demnitate națională. În Cuvântul introductiv, se afirmă că „Lucrarea profesorului Carlo Tagliavini este singura introducere în lingvistică și în filologia romanică de largă circulație în lume care acordă limbii române un spațiu vast, egal cu al celorlalte limbi romanice, renunțând la prezentarea ei ca simplu termen comparativ, de referințe generale”. (...) „O asemenea perspectivă în problematica românească nu putea veni decât din partea unui romanist profund cunoscător al limbii române, așa cum, între romaniști, puțini mai sunt”. (Alexandru Niculescu, p. V)
O secțiune importantă și care constituie partea finală a lucrării o reprezintă descrierea și evoluția limbilor descendente din idiomul italic. Întâi cercetătorul prezintă Romania Orientală și - în mod firesc - începe cu limba română (p. 285 sqq.), însă nu mai este firesc faptul că el este nevoit să redacteze întinse note de subsol (care, practic, dublează textul de bază!) prin care să încerce lămurirea destinului vitreg al vorbitorilor dialectelor sud-dunărene sau să clarifice găselnița pseudoștiințifică numită „limba moldovenească”; paginile 286-289 sunt o întinsă notă consacrată acestei false probleme, notă însoțită de două hărți elocvente: 
a) împărțirea administrativă a provinciilor istorice ale României în perioada interbelică, conform Micului Atlas Lingvistic Român, 1 (p. 288)
b) harta Republicii Sovietice Socialiste Moldovenești, conform "The World Atlas", Moscova, 1967 (p. 286).
Urmează o analiză a acestei note, echivalentă cu un mic studiu de patologie lingvistică.
Carlo Tagliavini observă că, până la începutul secolului al XIX-lea, acest teritoriu a fost continuu parte componentă a Moldovei, iar din punct de vedere lingvistic nu puteau să apară modificări esențiale nici după aceea, „întrucât Prutul nu marchează o graniță lingvistică” (p. 286). Stabilirea graniței pe Nistru a constituit o nouă dramă omenească, întrucât la răsărit „rămâneau încă zeci de mii de români, care, din 1924, au făcut parte din Republica Autonomă Sovietică Socialistă Moldovenească cu capitala la Tiraspol” (p. 287).
Și atunci, ca și astăzi, spațiul transnistrean a format un avanpost al rusismului înspre Balcani și înspre Europa Centrală. După al Doilea Război Mondial, procesul dirijat de diferențiere a graiului moldovenesc de peste Prut a fost accentuat.
Concomitent, lucrările de lingvistică publicate la Moscova și la Chișinău teoretizează „limba moldovenească” drept unitate autonomă în cadrul lumii romanice (mai ales după 1950). Câteva dintre acestea și comentariul lingvistului Carlo Tagliavini:
- a) R. A. Budagov în „Limba moldovenească între limbile romanice”, Moscova, 1953, p. 126: „Dar dacă limba română și limba moldovenească prezintă multe concordanțe, formând un grup de limbi romanice [...], aceasta nu înseamnă că fiecare din aceste limbi nu are particularitățile sale individuale”.

Carlo Tagliavini: „Însă atunci când vrea să citeze aceste particularități, se mărginește să dea câteva cuvinte a căror arie este întreaga Moldovă istorică, iar câteva sunt cunoscute și în alte regiuni românești” (ca ciolan etc.).
- b) Articolul „Moldavski iazîk” din Marea Enciclopedie Sovietică, vol. XXVIII, 1955, afirma: „este o limbă romanică care face parte, împreună cu româna, din grupul limbilor romanice orientale”.

Carlo Tagliavini observă că autorul articolului se contrazice atunci când spune: „limba moldovenească este extraordinar de apropiată de dialectul moldovenesc al limbii române care se vorbește în Moldova (Republica Populară Română) dintre Prut și Carpați”. (p. 287)
- c) V. F. Șișmarev a redactat în 1952 un studiu, tradus la Chișinău, în 1960, de către O. Cerbianu, cu titlul „Limbile romanice din sud-estul Europei și limba națională a R.S.S. Moldovenești”.

Carlo Tagliavini comentează: studiul nu aduce altă probă în privința independenței limbii moldovenești față de română, decât intrarea, în secolul al XIX-lea, a unui număr redus de neologisme culte din limbile occidentale. (p. 288)
- d) Privitor la antologiile literare sau la lucrările de stilistică alcătuite în R.S.S. Moldovenească, Carlo Tagliavini observă că ele se bazează pe scriitori clasici, încât „scriitori foarte cunoscuți, cum sunt Creangă, Eminescu etc., ar fi, ca să zicem așa, ambivalenți și ar face parte atât din literatura română, cât și din aceea moldovenească”. (p. 288)

Studiul și al altor lucrări, lectura revistei „Limba și literatura moldoveniaskă” i-au întărit lingvistului italian o opinie anterioară: „m-am convins din ce în ce mai mult de ceea ce am afirmat la Congresul de Romanistică de la Florența, din 1956: pretinsa limbă moldovenească nu este de fapt decât româna literară, scrisă cu un alfabet rusesc ușor modificat (adică în chirilice moderne, diferite de alfabetul chirilic românesc folosit timp de mai multe secole de toți românii), cu unele concesii în favoarea unor forme dialectale moldovenești, cunoscute de altfel și în interiorul granițelor României I...]” (P. 289)
Este aceasta concluzia unui cercetător care a înțeles întotdeauna să pună înainte de toate adevărul științific. Interesele conjuncturale, în acest caz de natură politică, nu se pot suprapune și nu trebuie să deformeze receptarea realităților lingvistice.
Totuși, „cum fiecare națiune suverană și independentă (nu era pe atunci cazul Moldovei sovietice) are dreptul de a-și alege idiomul pe care îl consideră potrivit”, Carlo Tagliavini oferă exemplul Marelui Ducat al Luxemburgului, unde - ca limbă oficială, alături de franceză și germană, există și Lëtzebuergesch (adică un dialect al limbii germane, aproape identic cu cel din regiunea vecină din Germania, inclusiv din Köln). Dar nimănui nu-i trece prin cap, în Luxemburg sau in alte părți, să spună că este vorba de o nouă limbă germanică, diferită, în grupul dialectelor germane!” (cf. p. 289; precizarea din ultima paranteză pentru a se înțelege relația dintre Lëtzebuergesch și germana vorbită în provinciile învecinate din vestul Germaniei.)

## Lucrări (selecțiuni)
- Grammatica rumena, 1923.
- Antologia rumena, 1925.
- Il dialetto del Comèlico, 1926.
- Grammatica elementare della lingua portoghese, 1938.
- La lingua degli Indi Luisenos.
- Il Lexicon Marsilianum.
- Cenni di fonetica e morfologia storica del latino, 3a edizione, 1962.
- Il dialetto di Livinallongo, 1942.
- L'albanese di Dalmazia.
- Storia di parole pagane e cristiane attraverso i tempi, 1963.
- Panorama di storia della linguistica, 3a edizione, 1970.
- Studi linguistici ladino-veneti.
- Introduzione alla glottologia, 7a edizione, 1969.
- Un nome al giorno, 1955-1957.
- Le origini delle lingue neolatine, 6a edizione, 1972. Apărută în România cu titlul: Originile limbilor neolatine - Introducere în filologia romanică, traducere Anca Giurescu și Mihaela Cârste-Romașcanu, București, Editura Științifică și Enciclopedică,  1977.
- Origine e storia dei nomi di persona.
- Dizionario d'ortografia e di pronunzia (DOP) (co-autor; ediția on line: ).